# 埃凯尔姆
埃凯尔姆（法語：Esquermes，法語發音：[ekɛʁm]）是法国北部省的一个旧市镇。1858年，埃凯尔姆与邻近的3个市镇并入里尔。

## 地理
埃凯尔姆（50°37'30.0"N, 3°2'21.1"E）位于法国上法蘭西大區北部省，该省份为法国最北部的省份及最长的省份，西北濒北海，西接加来海峡省，南至埃纳省和索姆省，东与比利时接壤。
埃凯尔姆的时区为UTC+01:00、UTC+02:00（夏令时）。

## 行政
埃凯尔姆的邮政编码为59000。

## 人口
埃凯尔姆于1856年时的人口数量为3731人。